# Girl Guiding - Guidismo per ragazze
Girl Guiding - Guidismo per ragazze (Girl Guiding) è un saggio di Robert Baden-Powell. È il più autorevole manuale dedicato al guidismo.

Esso viene normalmente assimilato a Scautismo per ragazzi (come dimostra anche la versione italiana del titolo) ma in realtà si discosta da questo in quanto Scautismo per ragazzi tratta dell'educazione degli esploratori nell'età del reparto: Girl Guiding al contrario sviluppa il discorso nelle tre branche intendendo il termine Guidismo in senso lato.
Pubblicato per la prima volta nel 1918, non ha mai avuto lo stesso successo di Scautismo per Ragazzi, nonostante la diffusione del guidismo in tutto il mondo. È stato pubblicato in Italia solamente come allegato al numero 155 della rivista Esperienze & progetti del Centro Studi ed Esperienze Scout Baden-Powell.

## Edizioni
- Robert Baden-Powell, Girl Guiding - Guidismo per ragazze, I ed., Centro Studi ed Esperienze Scout Baden-Powell.